# Automeris zephyriata
Automeris zephyriata är en fjärilsart som beskrevs av Barnes och Benjamin 1924. Automeris zephyriata ingår i släktet Automeris och familjen påfågelsspinnare. Inga underarter finns listade i Catalogue of Life.